# Associazione Calcio Sampierdarenese
L'Associazione Calcio Sampierdarenese, meglio nota come Sampierdarenese, è stata una società calcistica di Genova, originaria del comune autonomo di Sampierdarena (divenuto un quartiere genovese nel 1926).
Fondata nel 1899 come sezione calcio della polisportiva Società Ginnastica Comunale Sampierdarenese, fu attiva in due diversi periodi, dal 1899 al 1927 e dal 1931 al 1946; dal 1937 al 1945 assunse la denominazione Associazione Calcio Liguria. Ha cessato di esistere in entrambe le occasioni a seguito di fusioni con la sezione calcistica della Andrea Doria, dando vita la prima volta a La Dominante e la seconda alla Sampdoria.

## Storia

### Dal 1899 al 1927
La sezione calcio della Società Ginnastica Sampierdarenese venne fondata il 19 marzo 1899 dagli ex membri del Liguria Foot Ball Club. Il suo terreno di gioco fu la Piazza d'Armi del Campasso, anche se nei primi anni utilizzò saltuariamente anche il campo Sauli di Rivarolo (vicino al perimetro oggi occupato dal Torbella) ed altri campi sportivi di Sampierdarena come la Fornace, nella zona dell'attuale Via Carlo Rolando, o quello inaugurato nel novembre 1919 su un terreno concesso dalla Società Edilizia Res ed attiguo ad un ex convento, situato alla Coscia. La prima divisa era bianca con banda orizzontale nera.
La Sampierdarenese si iscrisse alle eliminatorie liguri del 1900, disputando una sola partita contro il Genoa, valida per il Campionato Ligure di Football, la cui vittoria avrebbe consentito alla squadra trionfatrice di accedere alla parte finale del torneo nazionale. La sfida terminò con l'affermazione dei genoani per sette reti a zero, facilitati anche dall'infortunio occorso al sampierdarenese Ferdinando Arnier che lasciò i suoi in inferiorità numerica per buona parte della partita.
La Sampierdarenese non risulta aver disputato alcun campionato fra il 1901 e il 1915, anno di inizio della Grande Guerra. Nel frattempo, la sezione calcio della polisportiva era divenuta nel 1911 un club autonomo. Iscrittasi ai campionati nel 1919 tesserando molti giocatori della disciolta AC Ligure,, in onore alla quale alla riga nera fu aggiunta la riga rossa ligure sulle divise da gioco, chiese al Comitato Regionale Ligure di poter partecipare al campionato di Prima Categoria. Il C.R. Ligure, ottenuta dalla Presidenza Federale la possibilità di inserire 3 squadre liguri non aventi diritto, inserì la Sampierdarenese fra le squadre che disputarono le qualificazioni per l'ingresso nel massimo campionato italiano. La gara, che fu giocata il 5 ottobre alle 9:00 sul campo dell'Andrea Doria, vide la Sampierdarenese vincente sulla Spes Genova per 3-1.

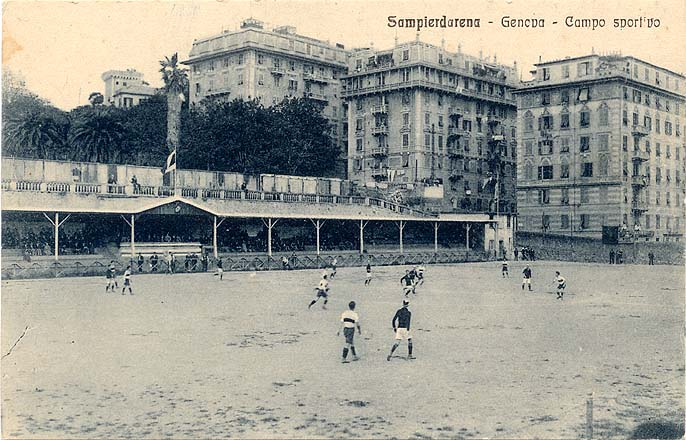
Lo Stadio di Villa Scassi

La società riuscì a raggiungere buoni risultati, disputando nello Stadio di Villa Scassi otto campionati della massima serie. Il risultato migliore, conseguito approfittando dell'assenza delle 24 maggiori società italiane (le quali disputarono il campionato CCI), fu la finale scudetto del campionato FIGC 1921-1922, persa solo allo spareggio contro la Novese sul campo neutro di Cremona. La Sampierdarense recriminò tuttavia per l'arbitraggio del direttore di gara Agostini, il quale non espulse il piemontese Luigi Vercelli per un pugno assestato a Emilio Grassi (i biancocerchiati rimasero per mezz'ora in dieci uomini) e non convalidò un gol fantasma segnato dai liguri. La società fece invano ricorso contro il risultato e subì la squalifica del campo per contegno scorretto, poi revocata. Nella stagione successiva la Sampierdarenese, inserita nel gruppo A, chiuse addirittura in vetta il girone di andata, ma la flessione nella seconda parte della stagione fece scivolare il club al terzo posto alle spalle di Pro Vercelli e Torino. Nei campionati successivi la società ottenne piazzamenti da bassa classifica, pur centrando la salvezza.
Nell'estate 1923 effettuò una tournée in Spagna, giocando tra l'altro contro i baschi del San Sebastian, poi Real Sociedad. Nel luglio 1927 il regime fascista, con la motivazione di ridurre da tre a due i sodalizi genovesi militanti in Divisione Nazionale, obbligò la Sampierdarenese alla fusione coatta con la concittadina Andrea Doria per dare vita a La Dominante, poi divenuta nel 1930 Foot Ball Club Liguria: il sodalizio ebbe vita breve, scomparendo nel 1931 in seguito alla retrocessione in Prima Divisione e al crollo economico.

### Dal 1931 al 1946

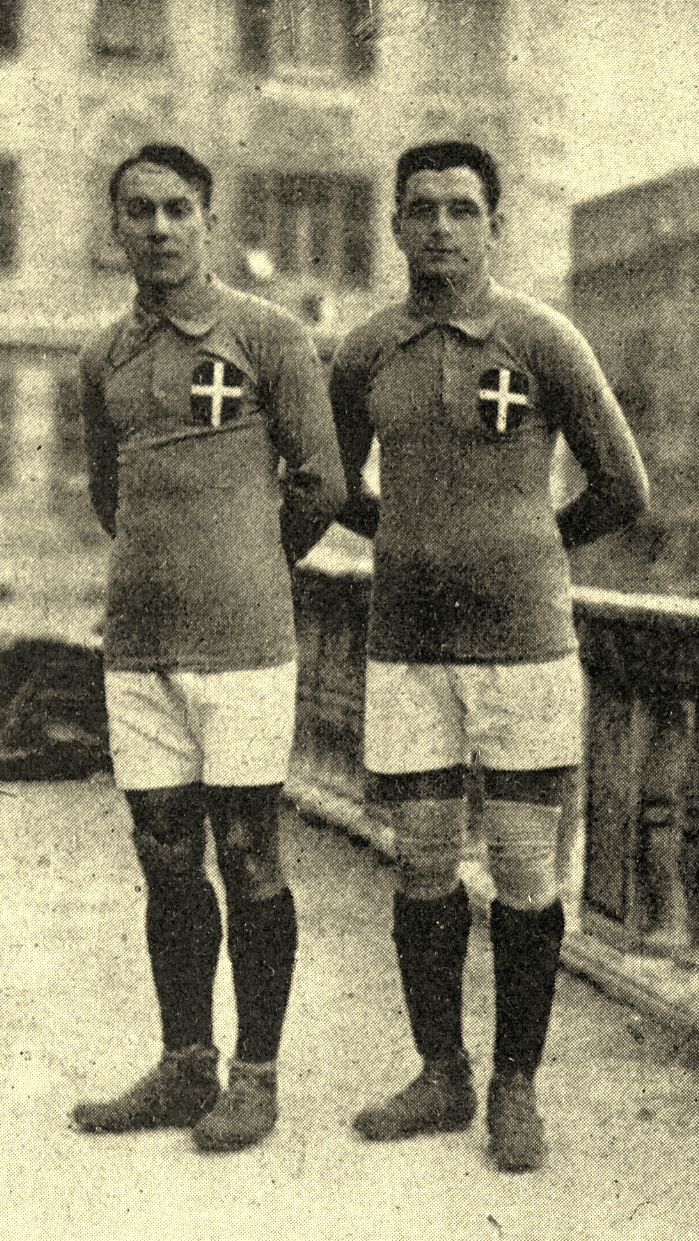
Carzino e Boldrini i primi nazionali della Sampierdarenese

I dirigenti della vecchia Sampierdarenese furono quindi richiamati per risollevare le sorti della società all'inizio della stagione 1931-1932, ottenendo l'immediata promozione in Serie B e la possibilità di tornare all'antica denominazione e alla casacca tradizionale. Nella stagione 1933-1934 uno spareggio deciso da Cherubino Comini contro il Bari sul campo neutro di Bologna fruttò la promozione nella massima serie. Una nota di colore: la Sampierdarenese giocò la partita in tenuta verde, con una muta di maglie donata dal presidente del Bologna Dall'Ara, visto che entrambe le squadre si erano presentate in divisa bianca.
Dopo altri tre campionati nella massima serie, tuttavia, il regime fascista impose al club di assorbire Rivarolese e Corniglianese, nonché di assumere la denominazione Associazione Calcio Liguria. Il cambio di nome si disse necessario per consentire all'Ansaldo, divenuta un punto di riferimento primario nell'economia cittadina, di aiutare concretamente una società che non fosse solo l'espressione di un quartiere, sia pure importante, ma che rappresentasse una intera città in espansione economica e demografica; ciò nonostante, l'AC Liguria mantenne la storica casacca biancorossonera della Sampierdarenese, a rimarcare la continuità fra i due sodalizi.

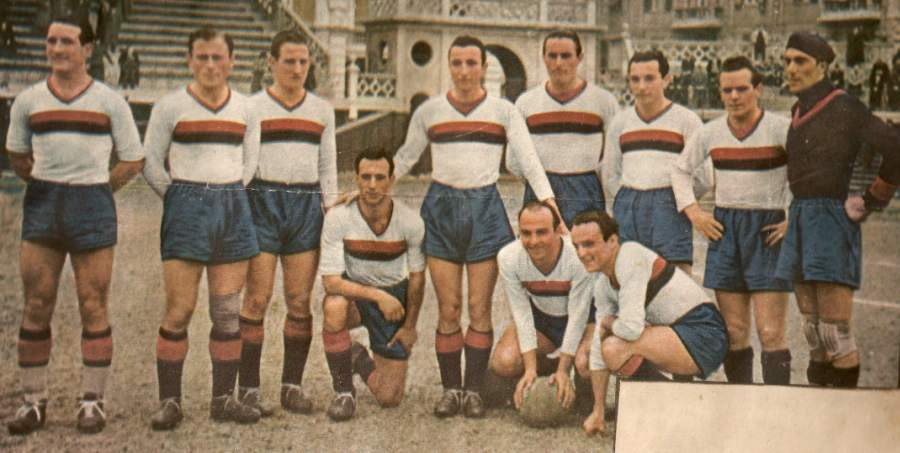
Una formazione del Liguria del 1938

La squadra nel 1938-39 chiuse addirittura il girone di andata in vetta a pari merito con il Bologna, ma la flessione nel girone di ritorno (3 punti nelle ultime 10 giornate) estromise il club dalla lotta per lo scudetto; il sodalizio ottenne comunque il suo miglior risultato (sesto posto) e l'onore di avere un proprio atleta, Giovanni Battistoni, convocato nella nazionale maggiore. L'anno seguente ci fu però la retrocessione (per quoziente reti inferiore a Napoli e Fiorentina), causata dalla rinuncia ad Adolfo Baloncieri come tecnico e ad alcuni elementi importanti ceduti sul mercato. Nel 1941-42 è nuovamente in A (11º posto, con Baloncieri di nuovo in panchina) per poi retrocedere al termine della stagione 1942-43. Nel luglio 1943 la FIGC, resasi conto che nella stagione 1943-44 non sarebbe stato possibile organizzare separatamente i campionati di Serie A e B, ammise il Liguria al pianificato campionato misto Serie A-B a 36 squadre con il titolo di società di Serie B, ma l'aggravarsi della situazione bellica dell'Italia portò la federazione a deliberare a settembre la sospensione dei campionati ufficiali fino al termine del conflitto e l'annullamento di tutte le retrocessioni, compresa quella del club ligure. L'ultima apparizione con il nome di Liguria è nel Campionato Bellico Ligure-Piemontese di Divisione Nazionale, con il quarto posto finale.
Nel 1945, in vista del primo campionato post-bellico, il club riprese la denominazione Sampierdarenese, mentre la federazione ammise in Serie A l'Andrea Doria, quale risarcimento antifascista per la fusione coatta del 1927. Le devastazioni belliche, con conseguenti disagi negli spostamenti da Nord a Sud, impedirono l'immediato ritorno a un campionato nazionale a girone unico per la stagione 1945-46 e i campionati furono organizzati separatamente da due leghe distinte, una per il Nord e l'altra per il centromeridione: le 14 società di massima serie del settentrione disputarono un campionato di Serie A Alta Italia, mentre nell'Italia peninsulare (compresa la Sicilia) fu organizzato un campionato misto Serie A-B Centro-Sud. Il girone finale a otto squadre (quattro del Nord e altrettante del Centro-Sud) per l'assegnazione dello scudetto fu organizzato da un'apposita commissione in vista dell'imminente fusione tra le due leghe per dare vita alla Lega Nazionale. La Sampierdarenese si classificò all'ultimo posto nel campionato di Serie A Alta Italia. A fine stagione, tuttavia, i continui problemi finanziari portarono i vertici della società a fondersi, il 12 agosto 1946, con il sodalizio concittadino Andrea Doria, solido finanziariamente ma privato del titolo sportivo per partecipare alla Serie A per la stagione successiva, complice il ritorno al girone unico. La FIGC, infatti, decise di considerare, per formare i quadri della stagione 1946-47, come ultimo campionato di serie A regolare quello del 1942-43, nel quale era presente la Sampierdarenese, con il vecchio nome di Liguria, e non l'Andrea Doria, che pertanto avrebbe dovuto prendere parte alla Serie B.
Dall'unione tra le due società, nacque così la Sampdoria. Nel frattempo, un gruppo di ex soci dell'A.C. Sampierdarenese decise di istituire nel giugno dello stesso anno l'Unione Sportiva Dilettantistica Sampierdarenese 1946, una società che da quel momento in avanti mantiene in vita il ricordo del club fondato nel 1899, senza però rivendicare alcuna continuità storica con esso.
La maglia della Sampierdarenese è stata riutilizzata sporadicamente dalla Sampdoria. Il 27 gennaio 1947 fu indossata dai sampdoriani contro il Napoli, probabilmente per problemi cromatici. Nella stagione 1996-1997 la Sampdoria rese omaggio alle società progenitrici con una maglia celebrativa del cinquantenario che riportava sul davanti la divisa dell'Andrea Doria e sul retro quella della Sampierdarenese. Il 10 marzo 2019 i sampdoriani scesero in campo contro l'Atalanta indossando una maglia rivisitata della Sampierdarenese per celebrarne i 120 anni dalla fondazione.

## Strutture
Nella sua storia la Sampierdarenese ha disputato partite casalinghe valide per il massimo campionato di calcio in 3 diversi stadi: Villa Scassi di Sampierdarena (dall'esordio fino alla fusione del 1927), Littorio di Genova Cornigliano (dal 1931 al 1945) e Luigi Ferraris di Genova Marassi (nel 1945-46, visto che lo stadio Littorio era stato reso inagibile dagli eventi bellici).

## Allenatori

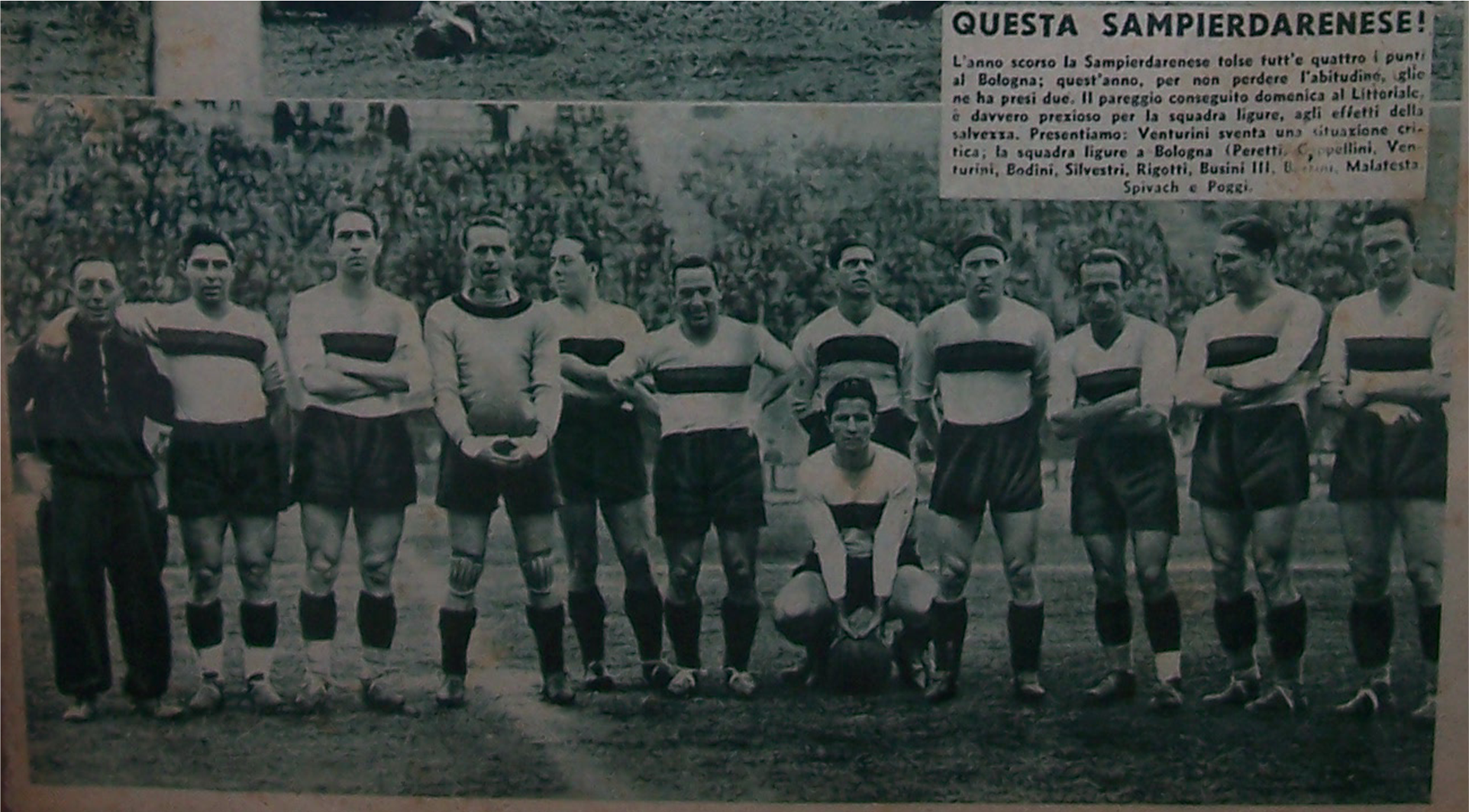
La Sampierdarenese in campo a Bologna nel 1936

- 1899-1919 ...
- 1918-1919  Enrico Canepa e  Elios Del Ponte
- 1919-1920  Gavinelli
- 1920-1921  Lincheski
- 1921-1922  Karl Rumbold
- 1922-1923  Karl Rumbold
- 1923-1924  Karl Rumbold
- 1924-1925  Mainetti
- 1925-1926  Karl Rumbold
- 1926-1927  Karl Rumbold
- 1931-1932  Ercole Carzino,  Enrico Sardi,  Árpád Hajós
- 1932-1933  Árpád Hajós,  Ercole Carzino,  Hermann Felsner
- 1933-1934  Hermann Felsner
- 1934-1935  Hermann Felsner
- 1935-1936  Hermann Felsner,  Delfo Bellini
- 1936-1937  István Mészáros,  Matyzer
- 1937-1939  Baloncieri
- 1939-1940  Colombati
- 1940-1942  Baloncieri
- 1942-1943  Cargnelli
- 1943-1944  Rebuffo
- 1944-1945 Dati mancanti
- 1945-1946  Ottavio Barbieri

## Calciatori

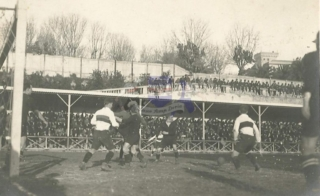
La Sampierdarenese a Villa Scassi contro il

La Sampierdarenese vanta anche due calciatori in azzurro: Ercole Carzino, sampierdarenese anche di nascita, titolare in Svizzera-Italia del 6 novembre 1921 (per la quale furono anche convocati i compagni di squadra Renato Boldrini e Sebastiano Ramasso, che però non scesero in campo) e Bruno Venturini, portiere campione olimpico a Berlino nel 1936. Ercole Carzino fu anche tra i convocati della Nazionale di calcio che prese parte ai Giochi della VIII Olimpiade ma non ebbe mai occasione di scendere in campo. Inoltre, Giovanni Battistoni fu convocato nel periodo in cui il nome del club era stato cambiato in Liguria. Vanno ricordati anche Angelo Bollano, Elisio Gabardo e Mario Malatesta convocati in Nazionale B, Mario Bossi, Luciano Peretti, Luigi Tabacco e Lino Gallino, convocati in Nazionale Universitaria.

### Capitani
I capitani della Sampierdarenese erano:
- Corrado Boldrini (1919-1920)
- Sebastiano Ramasso (1920-1921)
- Ercole Carzino (1921-1927 e 1931-1932)
- Giuseppe Raggio (1932-1933)
- Federico Munerati (1933-1934)
- Edoardo Avalle (1934-1935)
- Guido Rigotti (1935-1938)

## Palmarès

### Competizioni nazionali
- Campionato italiano di Serie B: 2

1933-1934; 1940-1941
- Prima Divisione: 1

1931-1932

### Competizioni regionali
- Prima Categoria: 1

Liguria 1921-1922
- Coppa Alberti 1926: 1

1926

### Altri piazzamenti
- Torneo internazionale di San Sebastián

Secondo posto: 1923
- Coppa Città di Genova:

Secondo posto: 1945

## Statistiche

### Record e statistiche individuali
La Sampierdarenese ha disputato 8 derby di Genova contro Genoa e Andrea Doria validi per la massima serie, vincendone 2 e pareggiandone 3. Sommando anche gli incontri disputati prima dell'annessione di Sampierdarena al comune di Genova, che costituivano derby regionali, il bilancio sale a 26 incontri con 7 vittorie e 5 pareggi.
Di seguito l'elenco dei primatisti di presenze e di gol in partite ufficiali con la maglia della Sampierdarenese.
| Record di pres. nella Sampierdarenese 1. Mario Malatesta - 189+ (7 stagioni) 2. Vittorio Profumo - 148+ (10 stagioni) 3. Ercole Carzino - 145 (10 stagioni) 4. Gipo Poggi - 140 (6 stagioni) 5. Edgardo Ciancamerla - 139 (8 stagioni) | Record di gol nella Sampierdarenese 1. Cherubino Comini - 49 gol (5 stagioni) 2. Riccardo Fossati 34 (3 stagioni) 3. Gipo Poggi - 29 (5 stagioni) 4. Luigi Cambiaso - 25 (5 stagioni) 5. Giacomo Mura - 25 (7 stagioni) |